# KAFOS
KAFOS (тур. Karadeniz Fiber Optik Sistemi — укр. Чорноморська волоконно-оптична система) — підводний телекомунікаційний кабель в Чорному морі, що з’єднує Румунію, Болгарію та Туреччину.
Має вихід в таких містах:
1. Мангалія, Румунія
2. Варна, Болгарія
3. Стамбул, Туреччина

Має пропускну здатність в 622 Мбіт/с при загальній довжині кабелю в 504 км. Введений в експлуатацію 13 червня 1997 року.